# Christie M1931
Il Christie M1931, denominato in servizio con l'United States Army Combat Car, T1 dalla cavalleria e Medium Tank, Convertible, T3 dalla fanteria, era un carro armato ruotato/cingolato progettato da J. Walter Christie per l'esercito statunitense, che introduceva idee innovative quali il motore aeronautico e la nuova sospensione Christie ad alta mobilità. Fu il primo carro di Christie ad essere accettato per la produzione in serie dall'esercito statunitense e venne brevemente impiegato da unità carriste sperimentali. Il sistema Christie ebbe molta influenza in Europa, in particolare in Unione Sovietica e Regno Unito, che lo impiegarono nei rispettivi carri veloci BT e carri cruiser.

## Sviluppo
Il Christie M1931 prende origine dal M1928, che impiegava il sistema convertibile ruote/cingoli Christie. Quest'ultimo venne presentato ufficiosamente all'esercito, raggiungendo su strada una velocità di 28 km/h, mentre sullo stesso percorso tra Fort Meade and Gettysburg i T1E1 (previsti sostituti dei M1917 risalenti alla prima guerra mondiale) si muovevano a 16 km/h. Tanto destò abbastanza interesse da far prendere in considerazione le idee di Christie.
Nel 1930, dopo lunghe trattative, venne assegnato un contratto alla US Wheel Track Layer Corporation di Chriestie per la realizzazione di una versione migliorata del M1928, al costo di 55.000 USD.
Il prototipo M1931, privo di armamento, venne consegnato a marzo 1931. In giugno venne emesso un ordine per sette ulteriori esemplari, consegnati nel 1932. Denominati ufficialmente Convertible Medium Tank T3, tre carri vennero assegnati alla Company F, 67th Infantry (Medium Tanks) a Fort Benning. I restanti quattro vennero assegnati al 1st Cavalry Regiment (Mechanized) di stanza a Fort Knox; con il cannone sostituito da una mitragliatrice pesante, questi vennero ridenominati Combat Car T1. Il prototipo iniziale venne invece riconsegnato alla US Wheel Track Layer Corporation.